# Rullatura (lavorazione meccanica)
La rullatura è una lavorazione meccanica senza asportazione di truciolo che può essere eseguita a freddo o a caldo, avente come scopo il miglioramento della finitura superficiale (quindi il comportamento a fatica) oppure la realizzazione di una filettatura più resistente rispetto a quella ottenuta per tornitura, grazie ad un maggior incrudimento del materiale, ma anche per modificare la forma di un oggetto.
Esistono vari tipi di lavorazione a rullatura, dalle macchine rullatrici che curvano i tubi, agli utensili rullatori per torni e alle macchine rullatrici per filettature.